# Cavaglietto
Cavaglietto är en ort och kommun i provinsen Novara i regionen Piemonte i Italien. Kommunen hade 383 invånare (2018).